# مورغان توك
مورغان توك (بالإنجليزية: Morgan Tuck)‏ مواليد 30 أبريل 1994 في غراند رابيدز، هي لاعبة كرة سلة أمريكية. بدأت مسيرتها الاحترافية في سنة 2016. تم اختيارها من قبل فريق كونيتيكت صن خلال الدرافت. تلعب مع كونيتيكت صن في دوري الاتحاد الوطني لكرة السلة النسائية. وتحمل الرقم 33. يبلغ طولها 6 قدم 2 بوصة (1.9 م).

## روابط خارجية
- مورغان توك على موقع الاتحاد الدولي لكرة السلة (الإنجليزية)
- مورغان توك على موقع الاتحاد الوطني لكرة السلة النسائية (الإنجليزية)
- مورغان توك على موقع كرة السلة الأوروبية.كوم (الإنجليزية)
- مورغان توك على موقع كلية كرة السلة في سبورتس رفرنس.كوم (الإنجليزية)
- مورغان توك على موقع بروبوليرز (الإنجليزية)
- مورغان توك على موقع سبورتس رفرنس (الإنجليزية)